# مت سمن
مت سَمِن (به انگلیسی: Matt Salmon) نمایندهٔ حوزه انتخابیه پنجم آریزونا از حزب جمهوری‌خواه ایالات متحده آمریکا در مجلس نمایندگان ایالات متحده آمریکا است. سمن از ۱۹۹۵ تا ۲۰۰۱ نمایندگی حوزهٔ اول آریزونا را بر عهده داشت. در سال ۲۰۰۲، در انتخاباتی شدیداً رقابتی فرمانداری آریزونا را به جنت ناپالیتانو واگذار کرد. در انتخابات سال ۲۰۱۲ او کرسی سابق خود را مجدداً به دست آورد.